# Houssam Eddine Mostafa
Houssam Eddine Mostafa (arabe : حسام الدين مصطفى), né le 5 mai 1926 au Caire et mort le 22 février 2000 dans la même ville, est un réalisateur et scénariste égyptien. 

## Biographie
Né le 5 mai 1926 dans le quartier de Sayeda Zeinab au Caire, il est diplômé de l'Institut supérieur du cinéma (ar) en 1950, puis se rend aux États-Unis pour étudier la mise en scène auprès de grands réalisateurs d'Hollywood de l'époque. Il revient au Caire en 1956. Il se spécialise dans les films d'action. Il décède à son domicile du Caire à la suite d'un infarctus le 22 février 2000.

## Filmographie
- 1956 : Ne pleurez plus mes yeux
- 1957 : La Vie d'une courtisane
- 1958 : Ismail Yassine à vendre
- 1958 : Dois-je assassiner mon mari ?
- 1959 : Je pense à celui qui m'a oubliée
- 1959 : Dieu est le plus grand
- 1959 : Je suis innocente
- 1960 : Adieu à l'amour
- 1960 : Hommes dans la tempête
- 1960 : Femmes et loups
- 1960 : Criminel dans la nuit
- 1961 : Lutte dans la montagne
- 1961 : La Crème des filles
- 1962 : Jours sans amour
- 1962 : Les Trois Voyous
- 1962 : Les Restes d'une vierge
- 1963 : Le Secret de la fugitive
- 1963 : Turbulence de jeunes filles
- 1963 : Les Lunettes noires
- 1963 : Héros jusqu'au bout
- 1963 : La Fille du port
- 1964 : Les Trois Diables
- 1964 : Voie sans issue
- 1964 : Adham el Charkaoui
- 1965 : Evadé des jours
- 1965 : Les Trois Aventuriers
- 1966 : Les Enfants terribles
- 1967 : La Plage de la gaieté
- 1967 : Une fille turbulente
- 1967 : Les Grives et l'Automne (ar) (''Al-seman w al-kahreef)
- 1967 : Crime dans un quartier calme
- 1968 : Les Trois Prisonniers
- 1968 : Les Trois Braves
- 1968 : Chanabo pris au piège
- 1968 : Un monde très ridicule
- 1968-1975 : Femmes perdues
- 1969 : Elle et les diables
- 1969 : Le Fils de Satan
- 1969 : Le Rendez-vous des voleurs
- 1970 : Le Renard et le caméléon
- 1970 : La Fin des diables
- 1970 : Les Méchants
- 1971 : Les Démons de la marine
- 1971 : Une femme et un homme (ar) (Imraah wa ragoul)
- 1971 : La Bande du diable
- 1972 : Les Rois du mal
- 1972 : La Sœur du prophète
- 1972 : Les Escrocs
- 1972 : Parole d'honneur
- 1972 : Les Diables en vacances
- 1973 : La Femme aux deux visages
- 1973 : Les Filles et l'amour
- 1973 : Les Bas-fonds de la ville
- 1973 : Les Filles et la Mercedes
- 1973 : Le Mendiant
- 1973 : L'Ecole des fauteurs de troubles
- 1974 : La Balle dans la poche
- 1974 : Les Géants
- 1974 : Les Héros
- 1974 : Les Frères ennemis
- 1975 : Les Victimes
- 1975 : Sabrine
- 1976 : C'est ta volonté mon Dieu
- 1976 : Je ne suis ni raisonnable ni folle
- 1976 : Tawhida
- 1977 : Il y a des amours qui tuent
- 1977 : Sonia et le fou
- 1980 : El Batnia
- 1982 : La Saline
- 1983 : La Ruelle de l'amour
- 1985 : Le Suc de la reine
- 1985 : L'Abattoir
- 1990 : Les Diables
- 1991 : Les Diablesses et le capitaine
- 1992 : Le Bulldozer
- 1993 : Sale Jeu
- 1994 : L'Espionne Hekmat Fahmi